# Jenn Shelton
Pour les articles homonymes, voir Shelton.
Jenn Shelton, née en 1983, est une coureuse à pied américaine spécialiste d'ultrafond.

## Biographie
Jenn Shelton étudie à l’Université de Caroline du Nord, où elle fait partie de l’équipe de rugby. Elle interrompt ses études pour se concentrer sur la poésie mais intègre ensuite l’Université Old Dominion en Virginie.
Peu après ses débuts en ultrafond, elle remporte plusieurs courses et se hisse rapidement parmi les dix premières américaines de la discipline.
En 2006, elle se rend dans la Barranca del Cobre, au sud-ouest de l’État de Chihuahua au Mexique, en compagnie notamment de Scott Jurek, Christopher McDougall pour y prendre part à une course de 50 miles avec les Tarahumara, le Copper Canyon Ultramarathon. Lors d’une sortie d’entraînement dans les canyons, quelques jours avant la course, elle perd le reste du groupe de vue et est retrouvée sévèrement déshydratée plusieurs heures plus tard. Elle critique le livre écrit par McDougall à la suite de la course, Born to Run, reprochant à l’auteur une vision romantique du mode de vie des Tarahumara minimisant leur pauvreté.
En mai 2007, elle bat le record féminin du Frederick Marathon, en 2 heures 53 minutes et 44 secondes. En juillet 2010, elle remporte le Desert News Marathon en 2 heures 54 minutes et 23 secondes. Elle déclare trouver les marathons plus éprouvants que les ultramarathons et vouloir se concentrer désormais sur des formats plus courts.
Elle détient également le record féminin sur la distance de 100 milles en 14 heures 57 minutes.
Elle est citée en 2015 pour sa défense de la consommation de cannabis par les coureurs, afin de « gérer sa douleur, ne pas vomir et rester calme ».

## Résultats
| no  | féminin            | Course                               | Longueur | Départ            | Temps            |
| --- | ------------------ | ------------------------------------ | -------- | ----------------- | ---------------- |
| 2e  | Médaille d'argent  | Old Dominion 100 Mile Endurance Run  | 100 mi   | 29 mai 2005       | 17 h 34 min 10 s |
| 6e  | Médaille d'or      | Copper Canyon Ultramarathon          | 75,6 km  | 5 mars 2006       | 8 h 29 min 00 s  |
| 4e  | Médaille d'or      | Copper Canyon Ultramarathon          | 75,6 km  | 4 mars 2007       | 7 h 00 min 00 s  |
| 20e | Médaille d'or      | American River 50 Mile Endurance Run | 50 mi    | 5 avril 2008      | 07 h 02 min 39 s |
| 11e | Médaille d'argent  | Javelina Jundred 100K                | 100 km   | 23 octobre 2010   | 12 h 48 min 54 s |
| 27e | Médaille de bronze | Bear 100 Mile Endurance Run          | 100 mi   | 25 septembre 2015 | 24 h 27 min 13 s |